# Город (землеробство)

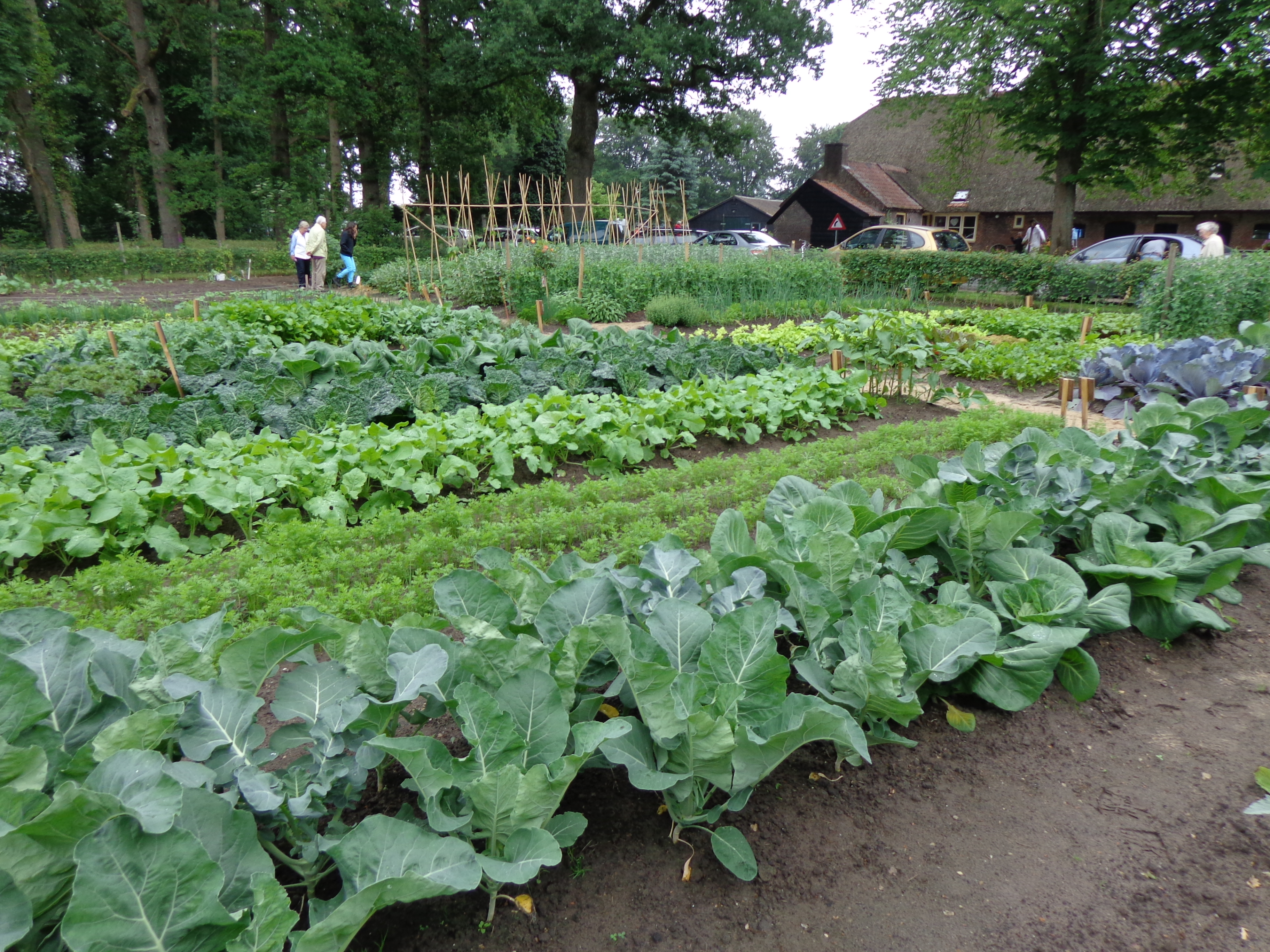
Город в Нідерландах

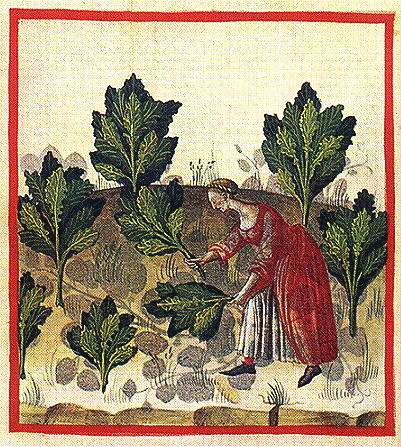
Традиція садівництва на ілюстрації з «Tacuinum sanitatis» (BM Rouen Leber 1088), анонімного рукопису 14 століття.

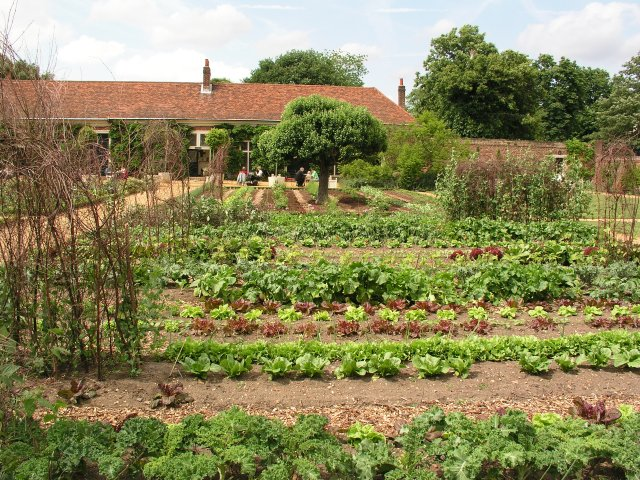
Домашній город у Лондоні

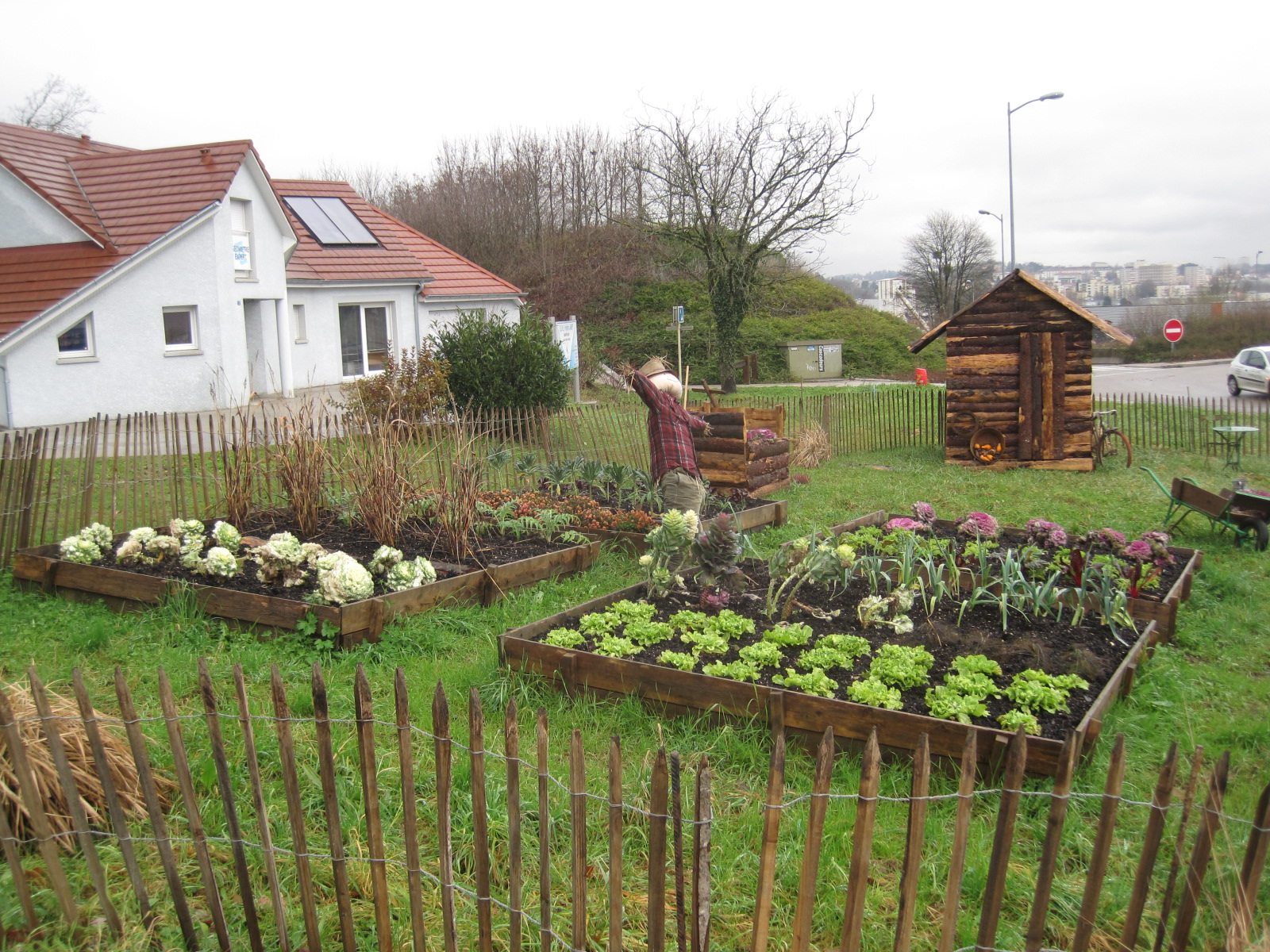
Квадратний город (Франція)

Горо́д (від прасл. *gordъ — «огороджене місце», «огорожа») — «ділянка землі при садибі, здебільшого для вирощування овочів»; частина господарської землі, де культивується городина.
В Україні більшу частину земельної ділянки відводять під картоплю. Городні плоди та зелень, які є продуктами харчування (капуста, огірки, морква та ін.); овочі, називають горо́диною. Це овочевий «сад», де вирощують овочі або фрукти для особистого використання. Як правило, є частиною саду (в тому числі декоративного саду). Однак город може розташовуватися також у спеціальному комплексі або на присадибній ділянці. Може бути огороджена парканом або живоплотом. На вибраній ділянці також допускається застосування парників та теплиць. Вирощування городніх культур як галузь сільського господарства називається городництвом, овочівництвом. 

## Історія
З XII століття в «Житії Феодосія» оповідається, як чернці: «в ограді копахують зелинного ради растенія», а в Вишгороді були не тільки огородники, а й старшина огородників. В середині XII століття в описі оборони Києва бачимо теж навколо його «городи на велику просторонь». В оповіданні Патерика (XIII століття) про чернців XI століття бачимо при келіях городчики з «деревами плодовитими»; при тім як і досі (біля 1960 років) слово город (город, градень — огороджене місце взагалі) уживалось однаково для означення і огорода і саду, і можливо, що в вище поданих звістках про великі київські і вишгородські городи треба розуміти й сади.
«Красні сади» влаштовували і при монастирях монахи, і великі князі, і царі. Монастирі з давніх часів будувались на піднесенні (височинах), а в монастирських садах розводили не лише овочі і плодові дерева, але й лікарські трави і квітучі рослини. Монахи, здійснюючи паломництва в Палестину, привозили із відвіданих на шляху країн рослини.
Наприкінці XV століття великий князь Іван ІІІ влаштував Великокнязівський сад, який згодом став називатися Царським. З великою запопадливістю насаджував цар сади у Москві, мабуть, як охорону від частих на той час пожеж.
У XV—XVI століттях з'являється в Україні багато нових господарських рослин, про які перше не було згадки. Чужинці, що осідали в Україні привозили з собою різні роди городини поширені в їх батьківщині, а також наші подорожники по чужих країнах переймали багато нового. В ті часи вперше згадується фасоля, про яку не маємо вісток з княжих часів. Капуста, що в княжу добу належала до рідкісних рослин, ставала популярніша. З Італії в XVI столітті перейнято салат, калярепу, коляфіори (цвітна капуста), петрушку, пастернак та інше. З того самого часу походять ганиж, кмин, селерей, порей, маєран, карчохи, шпараги, шпинат. Всі ці рослини вперше появилися по панських фільварках, а потім перейшли й на селянські грядки. Городину, поширену з давніх часів, садили й сіяли нераз цілими ланами. У Любачеві близько 1530 року сіяли багато цибулі, деінде розводили мак, коноплі. У Стрийщині й Дрогобиччині селяни мали обов'язок збирати кмин и давати до двора по кварті з кожної хати. В Долині близько 1630 року згадують як звичайну городину: ріпу, капусту, моркву, пастернак, петрушку, цибулю.
|                                | «Якщо описувати архимандритові келії, то скажемо, що се — великий добротний дім. Горішній поверх увінчує висока баня з балюстрадою, звідки видко ріку Дніпро за монастирськими садами. Нас водили до архимандритових садів; туди ми спустилися сходами й увійшли крізь браму з банею, утвореними зі штахетника й живоплоту завтовшки з лікоть. За штахетником росте собі дивовижне деревце, густі віти якого так само густо вкрито шпичаками, воно схоже на жасмин Хами; пнучись догори й на всі боки, пагони його й утворюють цей живопліт. Кожну гілочку, тільки-но вона випнеться з-за штахетника, обтинають ножицями». ... «Це ж деревце править за живопліт і садової шкілки. Ти бачив би, читачу, як стовбурець виростає з ґрунту на лікоть заввишки, а зелені пагони виганяються на два лікті й, переплівшись поміж собою, ніби утворюють широченьку стіну. Деревце дає плоди. Ми їх куштували, ягоди схожі на недозрілий виноград, зеленаві й солодкі. Деревце називають ікрис. Така дивовижно гарна садова огорожа — справа умілих садівникових рук». ... «Повернемось до опису поселення із трьох сотень садиб. Тут стоїть дві церкви. Назва цієї місцини Ісайки. Кожну оселю оточує садок; вишні, сливи та інші дерева утворюють живопліт. Грядки засаджено капустою, морквою, редькою, петрушкою, салатою та іншою городиною». |
| — Халебський Павло (1654–1656) | |

У XVI—XVII столітті людей, які відбували пішу панщину (це без обов'язку ставити до роботи й свою худобу) називали огородниками. Навіть біля 1960 років слово город (город, градень — огороджене місце взагалі) уживалось однаково для означення і огорода і саду.
Закритий ґрунт в Україні почали використовувати з середини XVIII століття, а з середини XIX століття в поміщицьких господарствах з'являється більш удосконалений вид закритого ґрунту — односхилі теплиці. Промислового значення овочівництво почало набувати з середини XVIII століття, і виробництвом товарної овочевої продукції займалися переважно монастирі та поміщицькі господарства. Людей, які очолювали виробництво овочів, називали городниками, а садів — садівниками. Городниками при монастирях і великих поміщицьких господарствах були достатньо освічені професіонали, які досконало знали не тільки агротехніку вирощування овочевих і баштанних культур, але й парникове господарство.

## Удобрювання ґрунтів
Вважається, що якщо на городі не росте кропива і мати-й-мачуха, то там не вродять огірки (вони погано переносять кислий ґрунт). Якщо ґрунт занадто кислий, на ньому ростуть щавель кінський і хвощ польовий. Замість того, щоб постійно висапувати бур'яни, слід удобрювати ґрунт і розкислювати його. Інакше будуть малі врожаї.
Ґрунти підлуговують крейдою, попелом, вапном. На 1 м² треба 200 г. Така доза знижує кислотність ґрунту на 10—12 років. Найбезпечніше вносити у ґрунт яєчну шкаралупу. Вона не шкодить мікроорганізмам, збагачує родючий шар ґрунту кальцієм.

## Види ґрунтів для городу
Розрізняють такі види ґрунтів:
- Чорнозем — найродючіший та багатий поживними елементами ґрунт.
- Піщані ґрунти — найбідніші поживними елементами. Для вирощування городніх культур необхідно знизити кислотність ґрунту та збагатити його органічними добривами.
- Супіщані ґрунти — пісок змішаний з дерновою землею. Такий ґрунт не є вологоємним. У супіщаних ґрунтах гарно росте картопля, полуниця, льон.
- Глинисті ґрунти — найгірші для вирощування рослин взагалі. Волога глина нагадує пластилін, а суха глина — камінці. Обробляти таку землю вкрай важко. Крім того, глина заважає проникненню повітря і розростанню кореневої системи. Для підвищення родючості необхідно додати пісок та торф, інтенсивно підживлювати рослини добривами.

### Деталізація джерел
1. ↑  Етимологічний словник української мови : в 7 т. / редкол.: О. С. Мельничук (гол. ред.) та ін. — К. : Наукова думка, 1982. — Т. 1 : А — Г / Ін-т мовознавства ім. О. О. Потебні АН УРСР ; укл.: Р. В. Болдирєв та ін. — 632 с.
2. ↑  Город // Словник української мови : в 11 т. — Київ : Наукова думка, 1970—1980.
3. 1 2 3  Огород // Українська мала енциклопедія : 16 кн : у 8 т. / проф. Є. Онацький. — Буенос-Айрес, 1962. — Т. 5, кн. IX : Літери На — Ол. — С. 1186. — 1000 екз.
4. ↑  Городина // Словник української мови : в 11 т. — Київ : Наукова думка, 1970—1980.
5. 1 2 3 4 5 6 7 8 9 10 11 12 13 14  Огородництво // Українська мала енциклопедія : 16 кн : у 8 т. / проф. Є. Онацький. — Буенос-Айрес, 1962. — Т. 5, кн. IX : Літери На — Ол. — С. 1186. — 1000 екз.
6. ↑  Михайло Грушевський Історія України-Руси: В 11 т., 12 кн. / Редкол.: П.С. Сохань (голова) та ін. — Київ: Наукова думка, 1991—1998. — (Пам'ятки історичної думки України). — ISBN 5-12-002468-8. 

Т.1. — 1991 — 736с. ISBN 5-12-002469-6 (стор.: 254)
7. 1 2 3 4  (рос.) Верзилин Николай Михайлович По следам Робинзона. Сады и парки мира. — Л.: Детская литература., 1964. — 576с. (науково-популярна монографія. Сторінки: 420-431)
8. ↑  Халебський Павло. Україна — земля козаків: Подорожній щоденник / Упоряд. М.О. Рябий; Післям. В.О. Яворівського. — К.: Ярославів Вал, 2009. — 293 с. ISBN 978-966-8382-23-9 (стор.: 95, 139)
9. 1 2 3 4  Барабаш О. Ю. Овочівництво: Підручник. — К.: Вища шк., 1994. 374 с.: іл. ISBN 5-11-003617-9.
10. ↑  Яєчну шкаралупу змелюють на порох